# Mario Robotti
Mario Matteo Robotti (Alessandria, 25 novembre 1882 – Rapallo, 3 dicembre 1955) è stato un generale italiano.

## Biografia
Piemontese di Alessandria, nacque nel 1882, frequentò giovanissimo la Scuola Militare e fu nominato sottotenente dell'arma di fanteria il 7 settembre 1903. Promosso tenente il 21 settembre 1906 fu assegnato al 29º Reggimento fanteria Pisa prima ed alla scuola di applicazione di fanteria a Parma poi (1911).
Promosso capitano il 30 giugno 1914 fu assegnato al 23º Reggimento fanteria Como.
Partecipò alla Grande Guerra da capitano a tenente colonnello (grado conseguito il 7 ottobre 1917) nel corpo di stato maggiore, meritando due medaglie di bronzo al valor militare nel 1916 sul Podgora e sul Sabotino.
Da tenente colonnello fu allo stato maggiore della Divisione militare di Alessandria e dal 31 dicembre 1922 fu assegnato al 38º reggimento fanteria Ravenna, sempre ad Alessandria, quale comandante del I battaglione, per poi, nel 1924, passare al 37°.
Da colonnello nel 1926 fu capo di stato maggiore della divisione militare di Catanzaro prima e successivamente comandò a Vercelli il 53º Reggimento fanteria "Umbria", sino al 10 aprile 1930, quando transitò a disposizione del Ministero della Guerra a Roma sempre nel corpo di stato maggiore.
Promosso generale di brigata il 7 gennaio 1935, comandò la X brigata di fanteria Piave a Treviso dal 12 novembre precedente.
Dal 1º luglio 1937, promosso generale di divisione, passò dal 9 settembre seguente al comando della 3ª Divisione fanteria "del Monferrato" nella sua Alessandria sino al 15 gennaio 1939, diventando poi Direttore dei servizi logistici presso il Ministero della Guerra a Roma dal 1º febbraio 1939 al 31 ottobre 1940, in piena seconda guerra mondiale.
Divenuto generale di corpo d'armata (anzianità del 1º gennaio 1941), dal 1º novembre 1940, sostituendo il generale Matteo Roux, assunse il comando dell'XI Corpo d'Armata dislocato sulla frontiera orientale, detenendolo ininterrottamente sino al 15 dicembre 1942, partecipando all'invasione ed occupazione della Slovenia.
Nella seconda guerra mondiale e in particolare durante l'invasione della Jugoslavia (iniziata il 6 aprile 1941), il generale Robotti fu sempre al comando dell'XI Corpo d'Armata e funse da capo militare nella provincia annessa di Lubiana, occupata dall'esercito regio; in tale veste fece rispettare scrupolosamente le istruzioni del generale Mario Roatta riguardanti i metodi di repressione ed istruì egli stesso le truppe a procedere con durezza contro la popolazione civile ritenuta complice dei partigiani
Passato alla storia per un suo commento ("Si ammazza troppo poco") aveva raccomandato sin dall'inizio del ciclo operativo dell'XI Corpo d'Armata nel 1942:
"Ogni sloveno in vita deve essere considerato almeno simpatizzante con i partigiani e [...] occorre mettere da parte ogni falsa pietà tutte le volte che si ha motivo di ritenere che gli abitanti tacciono quello che sanno ed aiutano in qualsiasi modo i partigiani [...]. Si odi più di quanto questi briganti odiano noi."
In una lettera inviata all'accademico d'Italia professor Giovanni Giorgi, che nel novembre del 1942 era intervenuto a favore dei colleghi universitari di Lubiana scelti come ostaggi e destinati alla fucilazione in caso di rappresaglie, il Gen. Robotti ebbe a dichiarare:
"Si potrebbe parlare di nemesi storica, in quanto se il Radetzky forse non fu quel malvagio quale fu dipinto in Italia, indubbiamente la massa delle truppe - e queste sì che infamarono l'umanità cogli obbrobri commessi nella nostra bella Italia - si componeva in gran parte di elementi croati e slovenii. [...]
La popolazione slovena, a mio avviso, abituata ai draconiani sistemi asburgici e jugoslavi preferisce la severità all'acquiescenza. Da ciò la necessità di rappresaglie: è però da chiarire che i fucilati non sono mai stati scelti fra gli innocenti bensì fra elementi sicuramente colpevoli di gravissimi delitti e specie di atti terroristici. [...]
Nessun professore del 150 [...] è stato mai minacciato di rappresaglia contro gli efferati delitti di cui si sono resi troppo frequentemente colpevoli i sicari comunisti, in buona parte studenti [sottolineato in originale]".
Il 12 luglio 1942, 250 militari del XI Corpo d’Armata del generale Robotti (insieme ad alcuni elementi del 2º battaglione Squadristi emiliani e fiumani, ma anche cetnici e carabinieri) si resero colpevoli dell'Eccidio di Podhum, ove furono assassinati oltre 90 civili.
Il 5 febbraio 1943 sostituì il generale Roatta stesso quale comandante della 2ª Armata e della forza d'occupazione italiana in Jugoslavia.
All'atto dell'armistizio si sottrasse alla cattura e si ritirò a vita privata a Rapallo dove risiedeva con la famiglia.
Morì a Rapallo nel 1955.